# 오비고 브라우저
오비고 브라우저(Obigo Browser)는 모바일 폰, 스마트폰과 다른 MID를 위한 WEB/WAP 브라우저다. 오비고 브라우저는 윈도 모바일, S60, BREW 등 다양한 플랫폼에서 작동된다. 오비고는 Acid2 테스트를 통과한 두 번째 모바일 브라우저다.